# Gravesia nigrescens
Gravesia nigrescens là một loài thực vật có hoa trong họ Mua. Loài này được (Naudin) Baill. mô tả khoa học đầu tiên năm 1896.